# Leptanthura thalassae
Leptanthura thalassae is een pissebed uit de familie Leptanthuridae. De wetenschappelijke naam van de soort is voor het eerst geldig gepubliceerd in 1980 door Negoescu.